# Parafia św. Ignacego Loyoli we Wrocławiu
Parafia Świętego Ignacego Loyoli we Wrocławiu znajduje się w dekanacie Wrocław-Śródmieście w archidiecezji wrocławskiej. Jej proboszczem jest o. Jacek Drabik SJ. Obsługiwana przez 
OO. Jezuitów. Erygowana w 1941. Mieści się przy ulicy W. Stysia.

## Zasięg parafii
Parafia obejmuje ulice: Grabskiego (nr. 2-8, 1-21), Gwiaździsta (nr. parz. 6-12), Jęczmienna (nr. 4-16, 20, 22, 13-19, 23-29), Kolejowa (nr. 22-56, 27-41), pl. Legionów (nr. 9-14), Lelewela (nr. 1, 4-12, 13, 17-23), Lubuska (nr. nieparz. 1-7), Nasypowa (nr. 22a, 24), Owsiana (nr 1), Powstańców Śląskich (od ul. Nasypowej do Lwowskiej), Prosta (nr. 31, 38-46), Pszenna (nr. 12-16), pl. Rozjezdny, Stysia (nr. 20-48, 31-49, 53-69), Skwierzyńska (nr. 4-24, 17, 19), Swobodna (nr. 71, 76,78), Zaporoska (nr. parz. 2-8), Zielińskiego (nr. 22-72, 39-59), Żytnia (nr. 1-15, 10-28).